# Parafia Świętej Trójcy w Nowej Wsi Książęcej
Parafia Świętej Trójcy w Nowej Wsi Książęcej – parafia rzymskokatolicka znajdująca się w diecezji kaliskiej, w dekanacie Bralin.